# Tabula Rasa (serie)
Tabula Rasa es una serie de televisión belga de 2017 creada por Malin-Sarah Gozin y Veerle Baetens, quien también protagoniza la serie junto a Stijn Van Opstal y Jeroen Perceval. La trama gira alrededor de Mie, una mujer joven con amnesia que está encerrada en un hospital psiquiátrico de alta seguridad.
La serie fue estrenada el 29 de octubre de 2017 en ZDF.

## Argumento
Cuando una mujer joven con amnesia se transforma en una figura clave en un caso de personas desaparecidas, debe reconstruir sus recuerdos para limpiar su nombre.

## Reparto
- Veerle Baetens como Annemie D'Haeze.
- Stijn Van Opstal como Benoit D'Haeze
- Jeroen Perceval como Thomas De Geest.
- Gen Bervoets como Inspecteur Jacques Wolkers.
- Natali Broods como Dr. Mommaerts
- Cécile Enthoven como Romy D'Haeze.
- Ruth Beeckmans como Karen.
- Hilde Van Mieghem como Rita.
- Peter Van den Begin como Vronsky.
- Lynn Van Royen como Nikki.
- François Beukelaers como Walter.
- Marc Peeters como Boswachter.
- Tom Audenaert como Olivier.
- Gregory Frateur como Jackson.
- Bilall Fallah como Mozes.
- Jan Debski cuando Schilpadman met bokaalbril.

## Estreno
Tabula Rasa se estrenó en ZDF el 29 de octubre de 2017. En marzo de 2018, la serie fue estrenada internacionalmente por Netflix.